# Paul Cook
Paul Cook (* 20. července 1956 Londýn) je britský bubeník. V letech 1975–1978 působil ve skupině Sex Pistols, se kterou příležitostně vystupuje znovu od roku 1996. V roce 1979 spolu s dalším členem kapely Stevem Jonesem založil skupinu The Professionals, která se však po třech letech existence také rozpadla. Později působil v kapelách Chiefs of Relief, Man Raze a Subway Sect. Od roku 2016 je členem skupiny Sharks.